# كاباليرونية أرضية
كاباليرونية أرضية (الاسم العلمي: Burkholderia choica) هي نوع من البكتيريا، سلبية الغرام، تتبع جنس البيركهولدرية.